# 吳英漢
吳英漢（？－1755年）為中國清朝武官官員，本籍廣東。行伍出身的吳英漢於1753年（乾隆18年）奉旨接替林洛，於台灣地區擔任澎湖水師協副將。而隸屬台灣鎮之下的此官職職等為正二品，是台灣清治時期的這階段，扼守台灣海峽的重要武將，並統帥兩標水營，數千名水師兵勇。翌年，他卒於任。
| 前任： 林洛 | 澎湖水師協副將 1753年上任 | 繼任： 林貴 |

| 前任： 林貴 | 澎湖水師協副將 1754年上任 | 繼任： 莫鄺緯 |